# Kanaat Astrachan
Het kanaat Astrachan (Tataars: Әстерхан ханлыгы; Ästerchan chanligy) was een Tataarse, feodale staat die ontstond toen de Gouden Horde uit elkaar viel. Het Kanaat bestond van de vijftiende tot de zestiende eeuw in het gebied van de monding van de Wolga, waar vandaag de dag de stad Astrachan ligt.
Het kanaat werd in 1466 gesticht door Mäxmüd van Astrachan. De hoofdstad was het huidige Astrachan. Het gebied kwam ongeveer overeen met de huidige oblast Astrachan plus de autonome republiek Kalmukkië, gelegen aan de Kaspische Zee.
Tegenwoordig leeft er nog een klein aantal Astrachan-Tataren in het gebied.